# The Rose of Blood
The Rose of Blood er en amerikansk stumfilm fra 1917 af J. Gordon Edwards.

## Medvirkende
- Theda Bara som Lisza Tapenka
- Genevieve Blinn
- Charles Clary som Arbassoff
- Marie Kiernan som Kosyla
- Joe King